# Thomas Bruns
Thomas Bruns (Wierden, 7 gennaio 1992) è un calciatore olandese, centrocampista dell'Heracles Almelo.

## Palmarès

### Club

#### Competizioni nazionali
- Eerste Divisie: 1

Heracles Almelo: 2022-2023